# Poimenski seznam evroposlancev iz Romunije
Poimenski seznam evroposlancev iz Romunije'.

## Seznam
| Ime                              | Stranka                                                | Mandat(i) |
| Roberta Alma Anastase            | Evropska ljudska stranka - Evropski demokrati          | 2007-2009 |
| Alexandru Athanasiu              | Stranka evropskih socialistov                          | 2007-2009 |
| Tiberiu Bărbuleţiu               | Skupina zavezništva liberalcev in demokratov za Evropo | 2007-2009 |
| Daniela Buruiană Aprodu          | Identiteta/Suverenost/Transparentnost                  | 2007-2009 |
| Silvia Ciornei                   | Skupina zavezništva liberalcev in demokratov za Evropo | 2007-2009 |
| Adrian Mihai Cioroianu           | Skupina zavezništva liberalcev in demokratov za Evropo | 2007-2009 |
| Titus Corlăţean                  | Stranka evropskih socialistov                          | 2007-2009 |
| Dumitru Gheorghe Mircea Coşea    | Skupina zavezništva liberalcev in demokratov za Evropo | 2007-2009 |
| Corina Creţu                     | Stranka evropskih socialistov                          | 2007-2009 |
| Gabriela Creţu                   | Stranka evropskih socialistov                          | 2007-2009 |
| Vasile Dîncu                     | Stranka evropskih socialistov                          | 2007-2009 |
| Cristian Dumitrescu              | Stranka evropskih socialistov                          | 2007-2009 |
| Ovidiu Victor Ganţ               | Evropska ljudska stranka - Evropski demokrati          | 2007-2009 |
| Eduard Raul Hellvig              | Skupina zavezništva liberalcev in demokratov za Evropo | 2007-2009 |
| Monica Maria Iacob Ridzi         | Evropska ljudska stranka - Evropski demokrati          | 2007-2009 |
| Atilla Béla Ladislau Kelemen     | Evropska ljudska stranka - Evropski demokrati          | 2007-2009 |
| Sándor Konya-Hamar               | Evropska ljudska stranka - Evropski demokrati          | 2007-2009 |
| Marian-Jean Marinescu            | Evropska ljudska stranka - Evropski demokrati          | 2007-2009 |
| Eugen Mihăescu                   | Identiteta/Suverenost/Transparentnost                  | 2007-2009 |
| Dan Mihalache                    | Stranka evropskih socialistov                          | 2007-2009 |
| Viorica Georgeta Pompilia Moisuc | Identiteta/Suverenost/Transparentnost                  | 2007-2009 |
| Alexandru Ioan Morţun            | Skupina zavezništva liberalcev in demokratov za Evropo | 2007-2009 |
| Ioan Mircea Paşcu                | Stranka evropskih socialistov                          | 2007-2009 |
| Maria Petre                      | Evropska ljudska stranka - Evropski demokrati          | 2007-2009 |
| Radu Podgorean                   | Stranka evropskih socialistov                          | 2007-2009 |
| Petre Popeangă                   | Identiteta/Suverenost/Transparentnost                  | 2007-2009 |
| Daciana Octavia Sârbu            | Stranka evropskih socialistov                          | 2007-2009 |
| Adrian Severin                   | Stranka evropskih socialistov                          | 2007-2009 |
| Ovidiu Ioan Silaghi              | Skupina zavezništva liberalcev in demokratov za Evropo | 2007-2009 |
| Cristian Stănescu                | Identiteta/Suverenost/Transparentnost                  | 2007-2009 |
| Károly Ferenc Szabó              | Evropska ljudska stranka - Evropski demokrati          | 2007-2009 |
| Gheorghe Vergil Şerbu            | Skupina zavezništva liberalcev in demokratov za Evropo | 2007-2009 |
| Silvia Adriana Ţicău             | Stranka evropskih socialistov                          | 2007-2009 |
| Radu Ţîrle                       | Evropska ljudska stranka - Evropski demokrati          | 2007-2009 |
| Adina Ioana Vălean               | Skupina zavezništva liberalcev in demokratov za Evropo | 2007-2009 |